# هریس (آذربایجان شرقی)
هِریسْ یکی از شهرهای استان آذربایجان شرقی و مرکز شهرستان هریس است. بررسی باستان‌شناسان نشان می‌دهد که در گذشته تمدن‌های متعدد تاریخی در این منطقه وجود داشته‌اند.از افراد مشهور این شهر می‌توان به شیخ سلیم مشروطه خواه اشاره کرد. نقش فرماندهی این شهر در سطح منطقه به‌جهت قرارگرفتن آن در گوشهٔ شمال شرق شهرستان، کم‌رنگ‌ شده‌است.

زمین‌های کشاورزی هریس به‌جهت قرارگرفتن در دامنهٔ ارتفاعات و بهره‌مندی از خاک جلگه‌ای، بسیار حاصل‌خیز گشته‌است. ارتفاع این شهر از سطح دریا بین ۱۸۰۰ تا ۱۸۵۰ متر بوده و از این‌جهت به‌عنوان بام آذربایجان شناخته می‌شود. برخی از اهالی هریس به کشاورزی و دامداری می‌پردازند؛ قالی‌بافی نیز به‌عنوان حرفه‌ای قدیمی که در هیچ برهه‌ای از تاریخ متوقف نشده، به شیوهٔ سنتی خود انجام می‌پذیرد و قالی هریس از شهرت جهانی برخوردار است. فطیر (نوعی نان سنتی) از مهم‌ترین سوغات هریس به‌شمار می‌رود.

هریس از لحاظ تقسیمات کشوری در منطقهٔ جغرافیایی نامناسبی واقع شده و توان ارتباط مناسب و مطلوب با سایر نواحی شهرستان را ندارد. از همین‌روی تنها بخشی از مناطق شهرستان هریس را تحت تأثیر خود قرار داده و سایر بخش‌ها و نواحی این شهرستان به تابعیت شهرهای همجوار نظیر مهربان، تبریز، اهر درآمده‌اند.
آب و هوای هریس نیز همچون سایر مناطق استان آذربایجان شرقی از سه توده‌هوا تأثیر پذیرفته و به‌طور کلی نیمه‌خشک سرد محسوب می‌شود. قرارگرفتن این شهر در ارتفاعات کوه‌های قوشاداغ و نزدیکی سبلان و عبور رودخانهٔ آجی چای از نزدیکی آن، بر چگونگی آب و هوای هریس نقش تعیین‌کننده‌ای داشته‌است.
برپایهٔ سرشماری مرکز آمار ایران در سال ۱۳۹۵ خورشیدی، جمعیت هریس در این سال بالغ بر ۱٢۵۱۵ نفر می‌باشد .

## پیشینه

یکی از میدان‌های هریس

قدیمی‌ترین اشاره به نام هریس مربوط به وقف‌نامهٔ ربع رشیدی و دوران غازان‌خان مغول است که این موضوع نشانگر قدمت و پیشینهٔ تاریخی این شهر است.
عامل اصلی گسترش و توسعهٔ شهرنشینی در هریس، موقعیت جغرافیایی آن بوده‌است؛ به گونه‌ای که این شهر در مرکز منطقه و برسر راه روستاها و ییلاق‌های ارتفاعات شمالی آن قرار گرفته و محلهٔ بازار که در مرکز شهر هریس واقع شده نیز نشانگر رونق داد و ستد در زمان‌های گذشته در این شهر است.
هستهٔ اولیهٔ هریس در نواحی جنوبی مسیل برازین شکل گرفته و بعدها در امتداد محور ارتباطی آن با شهرهای تبریز و اهر گسترش یافته‌است. در این دوران بخش‌های شرقی و غربی شهر از گسترش مطلوب بازمانده‌است؛ ولی در دوران‌های بعد توسعهٔ شهر در تمام جهات و محورهای ارتباطی آن با سایر نقاط بوده‌است.

## مردم
اهالی شهر هریس، همانند ساکنان سایر نواحی استان آذربایجان شرقی، آذربایجانی بوده و به زبان ترکی آذربایجانی و با لهجه ای مانند تبریز سخن می‌گویند.
شهر هریس نسبت به شهرهای دیگر استان، بیشتر جاذبهٔ تجارتی دارد و مردم بیشتر به مشاغل تجارت خُرد روی آورده‌اند. به‌طوری‌که مراکز خرید و بازارهای فراوان و پر رونقی در این شهر احداث شده‌است.

## مراکز درمانی
بیمارستان هریس در زلزلهٔ سال ۱۳۹۱ آسیب دید و دیگر مورد استفاده قرار نمی‌گیرد. بیمارستان دیگری با سرعت ساخته و تجهیز شد و در حال خدمات رسانی به اهالی شهرستان می‌باشد.

## خدمات

خیابان انقلاب هریس

هریس در سال‌های اخیر به‌جهت مرکزیت شهرستان، از لحاظ امکانات خدماتی تغییرات قابل ملاحظه‌ای را شاهد بوده‌است؛ به طوری که ۶۱ درصد از کل شاغلان بخش خدمات در کل شهرستان را به خود اختصاص داده‌است.
در این میان برخی از بخش‌های خدماتی نظیر صنعت و کشاورزی در این شهر پیش‌رفت چندانی نکرده‌اند؛ به گونه‌ای که هریس به‌جای رستوران، هتل و مسافرخانه، تنها چند باب غذاخوری و قهوه‌خانه را در خود جای داده‌است. از لحاظ بازرگانی نیز حدود ۱۷ عمده‌فروش و ۲۰۰ خرده‌فروش در محله‌ها و روستاهای پیرامون این شهر مشغول به فعالیت‌اند.

## صنعت و مشاغل
اصلی‌ترین شغل ساکنان هریس تجارت،کشاورزی،دامداری و قالی‌بافی بوده و مردان و زنان بسیاری در کارگاه‌های تولید قالی مشغول به فعالیت‌اند. قالی هریس از شهرت جهانی برخوردار بوده ولی به علت کم‌کاری مسئولان و توقف در صادرات رو به فراموشی گذاشته شده‌است. فرش هریس تنها نقشه فرش دنیا است که هر کدام از آنها داستانی واقعی از گذشتگان منطقه بوده که در حقیقت این حوادث با زبان هنر برای نسل آینده یه یادگار گذاشته شده‌است. سمبلی از حیوانات و گیاهان آن منطقه بسیاری از جانور شناسان و گیاه شناسان را به منظور تحقیقات علمی به وجد درآورده است. فرش هریس نه به خاطر دوام و زیبایی بلکه به خاطر داستان‌های واقعی که در دل تک تک نقشه‌های ان خوابیده‌است شهرت جهانی دارد.

## مراکز صنعتی
نیروگاه سیکل ترکیبی هریس نیز از منابع انرژی در این منطقه است.

## مراکز دانشگاهی

### آزاد
دانشگاه آزاد در سال ۱۳۸۳ تأسیس گردید. در زمان ریاست مهندس قلی سایت ۱۶ هکتاری آن تملک و احداث آن آغاز گردید. در زمان ریاست مهندی نظری به اتمام رسید. در حال حاضر در نزدیک به ۳۰ رشته کارشناسی دانشجو می‌پذیرد. با تلاشهای مهندس نظری در مهر ماه ۱۳۹۰ در دو رشته معماری و برق قدرت دانشجوی کارشناسی ارشد پذیرش نمود. در تلاش است برای بهمن ۱۳۹۰ سه رشته دیگر کارشناسی ارشد دایر گردد. از این نظر تنها واحد کوچک دانشگاه آزاد در سطح کشور است که رشته‌های کارشناسی ارشد در آن دایر است.

### پیام نور
در سال ۸۶ شروع به فعالیت نمود. هم‌اکنون ۵۰۰ نفر دانشجو در آن مشغول به تحصیل هستند. سایت اصلی آن در نزدیک اداره راه و ترابری قرار دارد ولی به علت بروز اختلاف در بین اعضای شورای فعلی و کارشکنی بعضی از اعضای سابق احداث ساختمان اصلی به تعویق افتاده‌است.

### آموزشکدهٔ فرش
در سال ۱۳۸۳ شروع به فعالیت نمود. این آموزشکده به دانشگاه هنر تبریز وابسته‌است. با تمهیدات انجام شده قرار بود به دانشکده ارتقا یابد ولی در اثر کارشکنی بعضی از مسوولین قبلی و فعلی شهر و بعضی اعضای فعلی شورای شهر به سرانجام نرسید. با تلاش مسوولین دانشگاه هنر و رئیس آموزشکده زمینهای اطراف آموزشکده تملک شده و احداث نمایشگاه فرش در آنجا به تصویب رسیده‌است.

## دامداری
با وجود استقرار شهرداری و فرمانداری در هریس، این شهر همچنان یکی از تولیدکنندگان محصولات دامی در استان است. برپایهٔ آمار سازمان دامپزشکی استان آذربایجان شرقی، حدود ۴۸۰۰ رأس بره، ۱۱۰۰ رأس بز و بزغاله، ۴۸۰ رأس گاو و گوساله و ۲۱۰ رأس گاومیش و بچه گاومیش در دامداری های واقع در حاشیه شهر هریس نگهداری می‌شوند.

## آب و هوا
بیشینهٔ مطلق دمای مشاهده‌شده هریس ۳۶٫۵ درجهٔ سانتی‌گراد در مرداد ۱۳۵۴ و کمینهٔ مطلق دمای آن نیز ۳۳ درجهٔ سانتی‌گراد زیر صفر در بهمن‌ماه ۱۳۵۳ اتفاق افتاده‌است.
بیشترین میزان متوسط بارندگی هریس ۶۴٫۹ میلی‌متر و مربوط به اردیبهشت‌ماه بوده و کمترین میزان متوسط آن نیز ۶ میلی‌متر و مربوط به مردادماه است.
بیشترین شمار روزهای یخ‌بندان هریس ۱۶۴ روز و مربوط به سال ۱۳۵۳ خورشیدی و کمترین شمار آن نیز ۹۷ روز و مربوط به سال ۱۳۶۲ خورشیدی بوده‌است.
میزان متوسط درجهٔ حرارت سالانه در هریس ۸٫۵ درجهٔ سانتی‌گراد است. میزان متوسط بارندگی سالانه در آن نیز ۳۱۵٫۲ میلی‌متر است.